# Линд (Минесота)
Линд (енгл. Lynd) град је у америчкој савезној држави Минесота.

## Демографија
По попису из 2010. године број становника је 448, што је 102 (29,5%) становника више него 2000. године.
| Група             | 2000.       | 2010.       |
| Белци             | 281 (81,2%) | 341 (76,1%) |
| Афроамериканци    | 2 (0,6%)    | 9 (2,0%)    |
| Азијати           | 5 (1,4%)    | 4 (0,9%)    |
| Хиспаноамериканци | 49 (14,2%)  | 85 (19,0%)  |
| Укупно            | 346         | 448         |